# Champigny-la-Futelaye
Champigny-la-Futelaye är en kommun i departementet Eure i regionen Normandie i norra Frankrike. Kommunen ligger i kantonen Saint-André-de-l'Eure som tillhör arrondissementet Évreux. År 2022 hade Champigny-la-Futelaye 272 invånare.

## Befolkningsutveckling
Antalet invånare i kommunen Champigny-la-Futelaye
Referens:INSEE